# Chuck Connors (muzikant)
Charles Raymond 'Chuck' Connors (Maysville (Kentucky), 18 augustus 1930 - Los Angeles, 11 december 1994) was een Amerikaanse jazztrombonist (ook bastrombone), die jarenlang lid was van het orkest van Duke Ellington.

## Biografie
Connors bracht zijn diensttijd door aan de US Navy School of Music in Washington D.C.. Vanaf 1952 studeerde hij aan het conservatorium van Boston (Bachelor 1956). In 1957 nam hij voor het eerst op, met Dizzy Gillespie and His U.S. State Department Jazz Orchestra. In 1961 trad hij toe tot het orkest van Duke Ellington, waar hij tot het overlijden van de orkestleider speelde. Hij is te horen op albums als The Girl's Suite and The Perfume Suite (1961), The Symphonic Ellington, The Great Paris Concert (1963), Ella at Duke's Place (1965, met Ella Fitzgerald), Far East Suite (1966), ...And His Mother Called Him Bill (1967) en Togo Brava Suite (1972) en op de drie versies van de Sacred Concerts. Na Connors’ komst schreef Ellington voor het eerst voor een bastrombonist. Als solist is Connors te horen in "I Love to Laugh“ (op het album Mary Poppins, Reprise 1964) en in "Perdido“ (op The Popular Duke Ellington, RCA 1966).
Connors maakte ook opnames met Johnny Hodges (1961), Cat Anderson/Claude Bolling (1965), Ella Fitzgerald/Jimmy Jones (1966), Ray Nance en, in 1969, met Paul Gonsalves with the Swingers & the Four Bones. Na Ellington's dood speelde hij in de bigband van Clark Terry, maar hij bleef ook verbonden aan het Duke Ellington Orchestra, nu (als ghostband) geleid door Mercer Ellington.In de jazz was hij tussen 1957 en 1991 betrokken bij 272 opnamesessies. De laatste was als begeleider van Wynton Marsalis met het Lincoln Center Jazz Orchestra (Portraits By Ellington).